# قطعنامه ۲۰۱۳ شورای امنیت
قطعنامه ۲۰۱۳ شورای امنیت سازمان ملل متحد که در تاریخ ۱۴ اکتبر ۲۰۱۱ تصویب شد، سندی بین‌المللی دربارهٔ دیوان جرایم بین‌المللی برای رواندا است. این قطعنامه طی نشست ۶۶۳۲ام با ۱۵ رای موافق، ۰ مخالف و ۰ ممتنع تصویب شد.